# Wilhelm van Maaren
Wilhelm „Willem“ Gerardus van Maaren (* 10. August 1895 in Amsterdam; † 28. November 1971 ebenda) war ein niederländischer Fachlagerist und galt lange Zeit als Verräter der Familie Frank während der Zeit des Nationalsozialismus.

## Leben
Wilhelm van Maaren wurde 1895 in Amsterdam geboren. Er war verheiratet und hatte drei Kinder. Im Tagebuch der Anne Frank wird unter dem 5. August 1943 eine „dunkle Vergangenheit“ van Maarens erwähnt. Von 1925 bis 1930 besaß er einen Tabakladen, den er 1930 verkaufte. Während des Zweiten Weltkrieges versteckte er seinen eigenen Sohn, da dieser in ein Arbeitslager deportiert werden sollte. Er starb 1971 im Alter von 76 Jahren in Amsterdam.

## Karriere als Fachlagerist und Verdacht
Van Maaren trat im Frühjahr 1943 als Lagerleiter bei Opekta im Gebäude an der Prinsengracht 263 ein, kurz nachdem Johannes Hendrik Voskuijl, der bisherige Leiter, wegen Krebs ins Krankenhaus eingeliefert worden war. Keiner der Büroangestellten, darunter Miep Gies und Victor Kugler, mochte Van Maaren. Von Anfang an probierte er Produkte aus dem Lager zu stehlen und fand schnell heraus, dass etwas mit dem geheimen Anbau nicht stimmt. Er stellte kleine Fallen im Gebäude auf, um herauszufinden, ob Leute das Gebäude nachts betraten oder nicht. Mit seiner durchtriebenen Art wurde er allgemein nicht gemocht, Anne Frank kritisierte ihn offen in ihrem Tagebuch. Van Maaren verbrachte einen Großteil seiner Zeit damit, herauszufinden, wer im Gebäude nebenan wohnte. Das Gebäude nebenan war eigentlich ein Nebengebäude der Firma mit Büros. Der geheime Anbau befand sich im hinteren Teil der Prinsengracht 263. Etwa im Mai oder Juni 1944 informierte Van Maaren seinen Arbeitskollegen Lammert Hartog, dass er wisse, dass sich Juden im Gebäude Prinsengracht 263 versteckten. Am 4. August 1944 wurden die Juden, die sich im Hinterhaus versteckten, verhaftet. Wilhelm van Maaren schien darüber verwundert. Er half später Miep Gies und Bep Voskuijl, die Tagebuchpapiere und Manuskripte von Anne Frank zu retten. In mehreren Ermittlungen nach dem Krieg galt Van Maaren als Hauptverdächtiger für den Verrat an Anne Frank; Van Maaren bestritt jedoch öffentlich, dass er dafür verantwortlich war. Im Laufe der Jahre tauchten zwei weitere plausible Verdächtige auf: Lena van Bladeren-Hartog (gestorben 1963) und Tonny Ahlers (1917–2000). Nach mehreren Untersuchungen kam die endgültige Schlussfolgerung, dass es keine schlüssigen Beweise dafür gibt, wer der ursprüngliche Verräter war.